# Helluomorphoides glabratus
Helluomorphoides glabratus es una especie de escarabajo del género Helluomorphoides, tribu Helluonini, familia Carabidae. Fue descrita científicamente por Bates en 1871.
Habita en ecosistemas terrestres y se distribuye por América del Sur, en Bolivia, Brasil, Colombia, Guayana Francesa y Perú.